# Regions de Guinea Bissau
Aquest és un article sobre les regions de Guinea Bissau. Aquest país africà es divideix en vuit regiões (en singular, região) i 1 sector autónomo. Aquests són (amb les capitals en parèntesi):

## Regions
| Regió   | Capital   | àrea (km²) | Població (Cens de 2009) |
| ------- | --------- | ---------- | ----------------------- |
| Bafatá  | Bafatá    | 5,981.1    | 210,007                 |
| Biombo  | Quinhámel | 838.8      | 97,120                  |
| Bissau  | Bissau    | 77.5       | 387,909                 |
| Bolama  | Bolama    | 2,624.4    | 34,563                  |
| Cacheu  | Cacheu    | 5,174.9    | 192,508                 |
| Gabú    | Gabú      | 9,150.0    | 215,530                 |
| Oio     | Farim     | 5,403.4    | 224,644                 |
| Quinara | Buba      | 3,138.4    | 63,610                  |
| Tombalí | Catió     | 3,376.5    | 94,939                  |

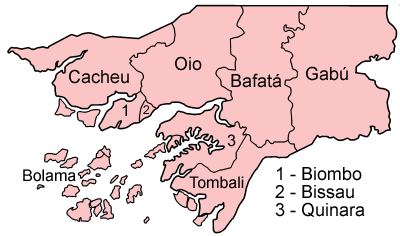
Regions de Guinea Bissau

Les regions se subdivideixen en 37 sectors.
Les regions també es poden agrupar en 3 províncies:
- Leste (Est): Bafatá, Gabú
- Norte (Nord): Biombo, Cacheu, Oio
- Sul (Sud): Bolama, Quinara, Tombali